# 앨버트 기오소
앨버트 기오소(영어: Albert Ghiorso, 1915년 7월 15일 ~ 2010년 12월 26일)는 미국의 핵물리학자로, 12종류의 원소를 공동 발견했다. 1940년대 초반부터 1990년대 후반까지 50년 동안 연구에 매진했다.

## 생애

### 젊은 시절
기오소는 1915년 7월 15일 캘리포니아에서 이탈리아계 스페인 혼혈로 태어났다. 그는 캘리포니아 앨러미다 주에서 자랐다. 십대 시절, 그는 라디오 회로를 설계하였으며 당시 군을 능가하는 먼 거리에서의 무선 교신에 성공하면서 평판을 얻었다.
1937년, 그는 캘리포니아 대학 버클리에서 전기 공학 학사 학위를 받았다. 졸업 후, 그는 정부에 방사선 검출기를 공급하는 사업을 운영하는 저명한 아마추어 라디오 사업가인 레지널드 티베트의 밑에서 일했다. 다양한 전자 공학 업무를 처리하는 것뿐만 아니라 그러한 장비들을 생산하고 개발하는 기오소의 능력은 캘리포니아 대학 버클리 방사선 연구소의 핵과학자들, 특히 글렌 시보그의 관심을 끌어 만남을 가지게 되었다. 그는 그 연구소에 인터폰 설치를 하는 도중 2명의 비서들을 만나게 되었는데 그중 한명은 글렌 시보그의 아내가 되었고, 다른 한명 윌마 벨트는 앨버트의 아내가 되었다.

### 세계대전 중의 연구
1940년대 초, 시보그는 맨해튼 프로젝트로 인해 시카고로 이사했다. 그는 기오소에게 연구를 같이하자고 제안했으며, 그 후 4년간 기오소는 자연 상태에서의 핵 분열을 포함한 핵 붕괴 방사선을 검출하는 중요한 장비들을 개발했다. 기오소가 만든 장비 중 하나인 48 채널 파고분석기는 방사선의 에너지와 그 근원지를 파악할 수 있는 획기적인 장비였다. 시보그와 기오소는 2차 세계대전 중 2개의 새로운 원소를 발견했지만 (원자 번호 95번 아메리슘과 96번 퀴륨), 그 발표는 전쟁이 끝날 때까지 보류되었다.

### 새로운 원소의 발견
전쟁 이후 시보그와 기오소는 로런스 버클리 국립 연구소로 돌아가 동료들과 함께 60인치 사이클로트론을 이용하여 새로운 원소들에 헬륨 이온을 충돌시키는 방법으로 원소들의 원자 번호를 늘려갔다. 1949년에서 1950년 사이에 진행했던 연구에서 그들은 원자 번호 97번 버클륨과 98번 캘리포늄을 발견했다. 1953년에 아곤 국립 연구소와의 협동 연구를 통해 기오소와 연구자들은 아이비 마이크 실험에서 얻은 방사성 먼지에서 원자 번호 99번 아인슈타이늄과 100번 페르뮴을 발견했다. 1955년, 연구팀은 사이클로트론을 이용하여 아이슈타이늄에 헬륨 이온 17개를 하나씩 붙여나가는 방식으로 원자 번호 101번 멘델레븀을 발견했다. 이 때 기오소가 발명한 반동 기술이 새로운 원소에서 개별 원자의 식별 가능한 신호를 얻어내는 데 결정적인 역할을 했다.
1950년도 중반에 주기율표를 더욱 늘리기 위해서는 새로운 입자 가속기가 필요하다는 사실이 명확해졌고 기오소의 주도 하에 버클리 중이온 가속기(Berkeley Heavy Ion Linear Accelerator, HILAC)를 만들었다. 버클리 중이온 가속기를 이용해 적은 수의 원자를 바탕으로 원자 번호 102번 노벨륨부터 103번 로렌슘, 104번 러더퍼듐, 105번 더브늄, 106번 시보귬을 발견했다. 이러한 발견은 로봇을 이용한 표적의 조종, 빠른 화학반응, 효율적인 방사선 검출기와 컴퓨터 데이터 연산 기술의 발전 덕이었다. 1972년에 HILAC은 SuperHILAC으로 개선되며 더 높은 강도의 이온 광선을 쏠 수 있게 되었는데, 이는 원자 번호 106번 시보귬의 발견에 큰 기여를 했다. 
원자 번호가 증가하며 새로운 원소를 발견하는 실험의 난이도는 점점 한계에 다다랐다. 더욱이 1970년대와 1980년대에 들어서 버클리 연구소의 새로운 원소에 대한 연구비가 점점 줄어들었다. 한편, 독일 다름슈타트의 GSI 헬름홀츠 중이온 연구소에서는 페터 암브루스터(Peter Armbruster)가 이끄는 연구팀이 원자 번호 107번 보륨, 108번 하슘, 109번 마이트너륨을 발견하는데 성공했다. 1990년대 초에 버클리 연구소와 GSI 연구소는 협동 연구를 통해 원자 번호 110번 원소를 발견하고자 했다. 버클리 연구소에서의 실험은 성공적이지 못했으나 다름슈타트 연구소에서는 원자 번호 110번 다름슈타튬, 111번 뢴트게늄, 112번 코페르니슘을 발견하는 데 성공했다. 이후 러시아 두브나의 합동원자핵연구소(JINR)에서 유리 오가네샨이 이끄는 연구팀이 원자 번호 113번부터 118번까지(113번 니호늄, 114번 플레로븀, 115번 모스코븀, 116번 리버모륨, 117번 테네신, 118번 오가네손)를 발견했고 이로써 주기율표의 7 주기 원소들을 완성하게 되었다.

### 말년
기오소는 남은 일생 동안 초중량 원소를 찾거나 핵융합 에너지와 혁신적인 전자 광선을 만드는 연구를 계속했다. 그는 1999년 원자 번호 116번과 118번의 증거를 제시한 실험에 참여하지 않은 공동 저자였는데 나중에 밝혀진 바로는 해당 실험은 제 1 저자인 빅터 니뇨브가 저지른 과학적 사기 사건이었다. 그는 또한 스탠포드 대학의 윌리엄 페어뱅크(William Fairbank)의 자유 쿼크 실험에 약간의 연구적 관심을 보였고, 원자 번호 43번의 발견이나 전자 원반 가속기 등에 대해서도 짧게 연구했다.

## 업적
앨버트 기오소는 다음과 같은 원소들을 공동 발견하였다.
- 1945년 아메리슘 (원소기호 95)
- 1944년 퀴륨 (원소기호 96)
- 1949년 버클륨 (원소기호 97)
- 1950년 캘리포늄 (원소기호 98)
- 1952년 아인슈타이늄 (원소기호 99)
- 1953년 페르뮴 (원소기호 100)
- 1955년 멘델레븀 (원소기호 101)
- 1958-59년 노벨륨 (원소기호 102)
- 1961년 로렌슘 (원소기호 103)
- 1969년 러더퍼듐 (원소기호 104)
- 1970년 더브늄 (원소기호 105)
- 1974년 시보귬 (원소기호 106)

기오소는 개인적으로 그의 연구팀에서 제안된 몇 가지 이름들로 새로운 원소들의 이름을 지으려 했다. 그가 제안한 원자 번호 105번의 이름은 하늄은 국제 순수·응용 화학 연합에 의해 거절되었고 트랜스-페르뮴 원소를 찾는 연구에서 러시아 두브나의 연구소들의 업적을 기리는 차원에서 더브늄으로 명명되었다. 원자 번호 106번의 이름에 대한 기오소의 제안인 시보귬은 살아있는 사람의 이름을 원소에 붙이는 것에 대한 기나긴 토론 끝에 겨우 인정받게 되었다. 1999년에 버클리의 연구팀은 초중량 원소인 원자번호 115번과 118번에 대한 증거를 제시했다. 이를 발견한 연구팀은 118번 원자에 대해 기오슘(ghiorsium)이라는 이름을 제안했으나 후에 이 연구의 실험 결과가 조작된 것으로 밝혀져 2002년에 그 제안이 철회되었다. 기오소는 일생 동안 170여편의 논문을 발표했으며 대부분의 논문은 피지컬 리뷰에 등재되었다. 
기오소는 동료들 사이에서 프랙탈을 연상시키는 창의적이고 끝없는 낙서로 유명했다. 또한 그는 환경 단체를 꾸준히 후원했으며 탐조를 위한 최첨단 카메라를 개발하기도 했다.

## 같이 보기
- 글렌 시보그